# Bezirk Natá
Natá ist ein Bezirk (distrito) der Provinz Coclé in Panama. Die Einwohnerzahl betrug laut Volkszählung 2023 19.741.

## Gliederung
Der Bezirk Natá ist administrativ in folgende sechs Corregimientos unterteilt:
- Natá
- Capellanía
- El Caño
- Guzmán
- Las Huacas
- Toza
- Villarreal

## Flagge

Flagge von Natá

Die Natá-Flagge wurde am 3. März 2004 vom Gemeinderat von Natá in der Republik Panama genehmigt. Sie wurde von Lucinda Urrutia de Díaz hergestellt und weist folgende Merkmale auf:
- grüner Hintergrund, der grüne Weiden und Feldfrüchte darstellt
- Kugel, die den Mond und die Sonne, Sterne oder Elemente darstellt, die für die Entwicklung der Haupttätigkeit, der Landwirtschaft, notwendig sind
- Silhouette einer Kirche, die das nationale historische Denkmal darstellt, die kleine Basilika Santiago Apóstol in Natá
- schokoladenfarbene Sterne, die die sechs Corregimientos des Bezirks darstellen und deren Farbe auf die Farbe von Mutter Erde zurückzuführen ist

Der Gemeinderat stimmte zu, die Gemeindeflagge von Natá in den folgenden Fällen zuzulassen:
- in privaten und offiziellen Fahrzeugen
- in Sporthallen
- in öffentlichen Einrichtungen, die im Zuständigkeitsbereich des Bezirks liegen
- in offiziellen und privaten Bildungszentren

Es wurde außerdem vereinbart, die Gemeindeflagge neben dem Nationalpavillon in Wohnhäusern, privaten Unternehmen, öffentlichen Einrichtungen und Sporthallen nach dem gleichen Schema wie die Nationalflagge anzubringen, und ihre Verwendung, die nicht in der Gemeindevereinbarung festgelegt ist, ist verboten. Gemäß der politischen Verfassung der Republik Panama haben Gemeindevereinbarungen in der jeweiligen Gemeinde Gesetzeskraft.